# Necalphus
Necalphus is een kevergeslacht uit de familie van de boktorren (Cerambycidae). De wetenschappelijke naam van het geslacht werd voor het eerst geldig gepubliceerd in 1970 door Lane.

## Soorten
Necalphus omvat de volgende soorten:
- Necalphus asellus (Pascoe, 1866)
- Necalphus decoratus Monné & Magno, 1992